# Ulica Izydora Stella-Sawickiego w Krakowie
Ulica Izydora Stella-Sawickiego – ulica przelotowa w Krakowie, w dzielnicy XIV Czyżyny, zaczynająca się przy węźle im. gen. Ludomiła Rayskiego, kończąca się zaś na skrzyżowaniu z aleją gen. Tadeusza Bora-Komorowskiego i ulicą Wiślicką. Jej północny fragment przebiega przez teren dawnego lotniska w Czyżynach i przecina jego pas startowy.
Ulica powstała na początku lat 80. XX wieku. Okalając od strony zachodniej zajezdnię autobusową Czyżyny, łączyła nowo powstałe osiedle Dywizjonu 303 oraz tereny Miasteczka Studenckiego Politechniki Krakowskiej z ulicą Mieczysława Medweckiego. Początkowo ulica była dwujezdniowa tylko na części swej długości, w strony północnej. 
W latach 90. XX wieku powstał dwujezdniowy odcinek ulicy Stella-Sawickiego dowiązujący ją do skrzyżowania z aleją gen. Władysława Andersa (później na tym odcinku przemianowaną na aleję Generała Tadeusza Bora-Komorowskiego) i ulicą Wiślicką.
W ramach budowy w ciągu alei Jana Pawła II węzła im. gen. Ludomiła Rayskiego w 2001 roku, ulica została przedłużona, wyprostowana i połączona z ulicą Nowohucką (pod wiaduktem) oraz aleją Jana Pawła II (skrzyżowanie na wiadukcie). W całości stała się też dwujezdniowa.
Jest to cztero- i sześciopasmowa droga z pasem zieleni na środku, stanowiąca fragment III Obwodnicy Krakowa. Do 2030 roku są plany wybudowania na pasie zieleni drogi torowiska tramwajowego.

## Galeria

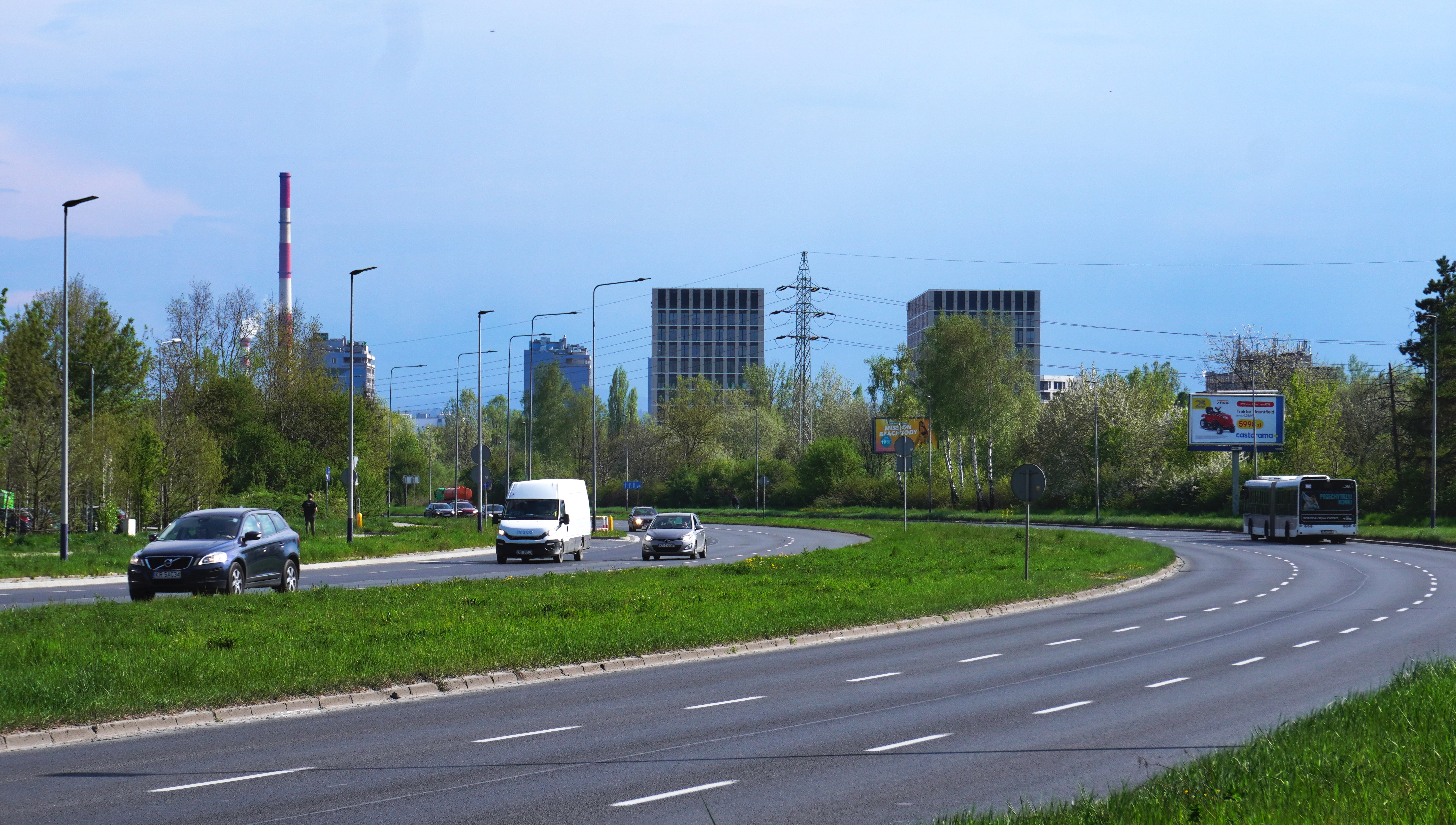
Widok w rejonie skrzyżowania z ulicą Orlińskiego na południe
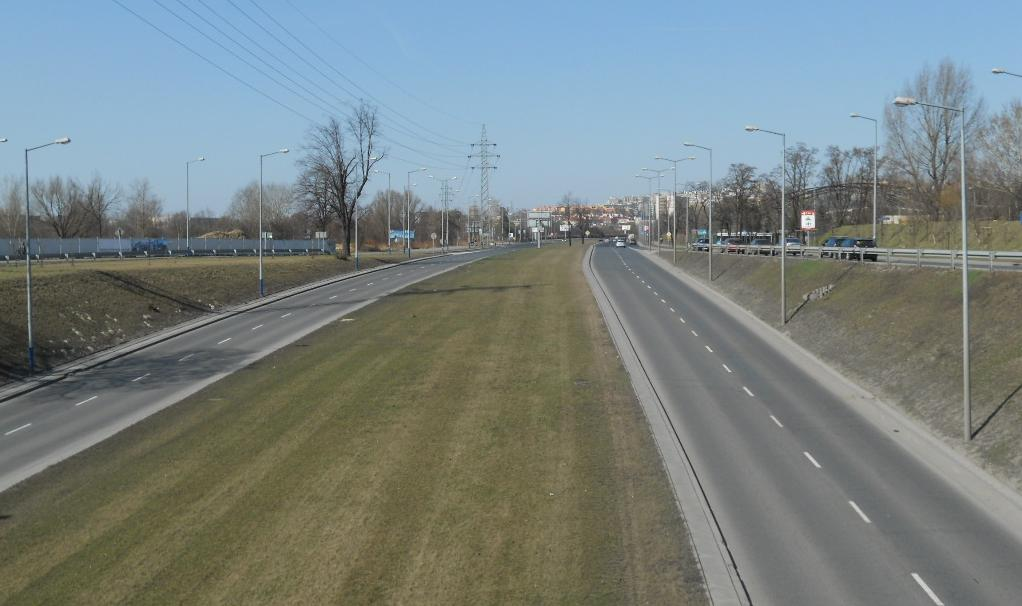
Widok z wiaduktu w węźle im. gen. Ludomiła Rayskiego na północ (2012)
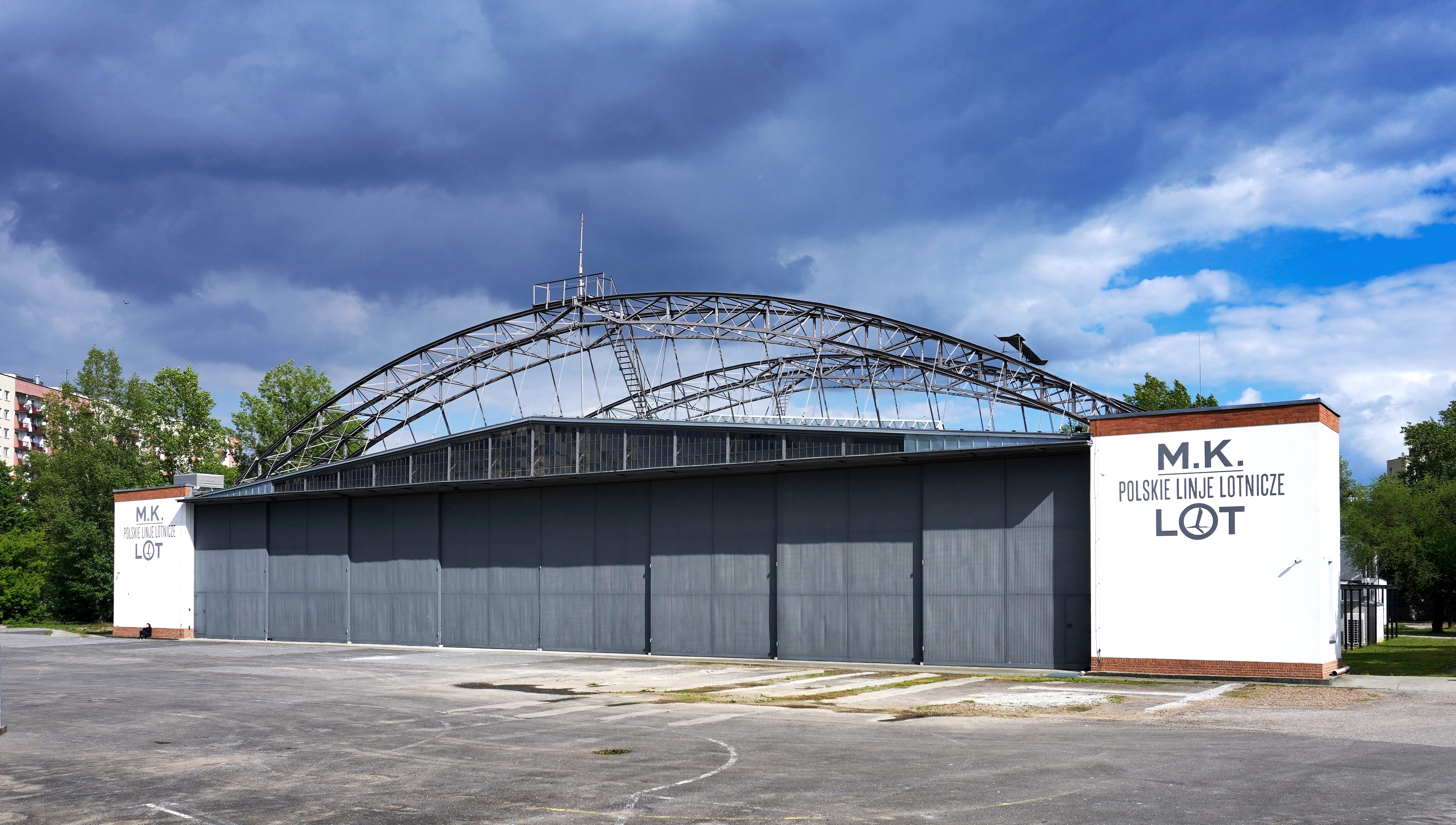
ul. Stella-Sawickiego 41 Dawny hangar lotniczy (proj. Izydor Stella-Sawicki, 1932–1935)